# Roddy Darragon
Roddy Darragon (* 31. August 1983 in Annecy) ist ein französischer Skilangläufer.
Darragon startete am 18. Januar 2004 in Nové Město erstmals im Weltcup und erreichte den 30. Platz. Die bisher  beste Weltcupplatzierung erreichte er mit einem vierten Platz ebenfalls in Nove Mesto am 16. Januar 2005. Bei seiner bisher einzigen Weltmeisterschaftsteilnahme 2005 in Oberstdorf erreichte er im Sprint den 35. Platz. Sein größter Erfolg war die Silbermedaille im Sprint (Freistil) bei den Olympischen Winterspielen 2006 in Turin, die zudem die erste olympische Medaille für Frankreich im Skilanglauf war. Bei der nordischen Skiweltmeisterschaft 2007 in Sapporo errang er zusammen mit Cyril Miranda den elften Platz im Teamsprint. Den 38. Platz im Sprint erreichte er bei der nordischen Skiweltmeisterschaft 2009 in Liberec. Bei den Olympischen Winterspielen 2010 in Vancouver belegte er den 31. Platz im Sprint.

## Weltcup-Statistik
Die Tabelle zeigt die erreichten Platzierungen im Einzelnen.
- 1.–3. Platz: Anzahl der Podiumsplatzierungen
- Top 10: Anzahl der Platzierungen unter den ersten zehn
- Punkteränge: Anzahl der Platzierungen innerhalb der Punkteränge
- Starts: Anzahl gelaufener Rennen in der jeweiligen Disziplin
- Hinweis: Bei den Distanzrennen erfolgt die Einordnung gemäß FIS.

| Platzierung         | Distanzrennen a | Distanzrennen a | Distanzrennen a | Distanzrennen a | Distanzrennen a | Skiathlon Verfolgung | Sprint | Etappen- rennen b | Gesamt | Team c | Team c  |
| Platzierung         | ≤ 5 km          | ≤ 10 km         | ≤ 15 km         | ≤ 30 km         | > 30 km         | Skiathlon Verfolgung | Sprint | Etappen- rennen b | Gesamt | Sprint | Staffel |
| ------------------- | --------------- | --------------- | --------------- | --------------- | --------------- | -------------------- | ------ | ----------------- | ------ | ------ | ------- |
| 1. Platz            |                 |                 |                 |                 |                 |                      |        |                   |        |        |         |
| 2. Platz            |                 |                 |                 |                 |                 |                      |        |                   |        |        |         |
| 3. Platz            |                 |                 |                 |                 |                 |                      |        |                   |        |        |         |
| Top 10              |                 |                 |                 |                 |                 |                      | 6      |                   | 6      | 7      |         |
| Punkteränge         |                 |                 |                 |                 |                 |                      | 26     |                   | 26     | 13     |         |
| Starts              |                 |                 | 2               |                 |                 |                      | 58     | 2                 | 62     | 13     |         |
| Stand: Karriereende |                 |                 |                 |                 |                 |                      |        |                   |        |        |         |